# Aeroservicios Ecuatorianos de Carga Aérea (AECA)
Aeroservicios Ecuatorianos de Carga Aérea (AECA) fue una aerolínea ecuatoriana que brindaba servicios de carga a varios destinos del continente americano tales como: Guayaquil, Cuenca, Manta, Bogotá, Managua, Miami, Nueva York, Los Ángeles, etc. A finales de la década de 1990, sufrió varios problemas de índole financiero que provocarían su cese de operaciones. Su operación comercial duró de 1980 a 1998.

## Antigua flota
| Aeronave       | Número | Introducido | Retirado | Matrículas                                                   |
| -------------- | ------ | ----------- | -------- | ------------------------------------------------------------ |
| Boeing 707     | 3      | 1995        | 1998     | HC-BTB, HC-BCT y HC-BGP                                      |
| Boeing 727-100 | 1      | 1991        | 1998     | HC-BRF                                                       |
| Canadair CL-44 | 2      | 1980        | 1982     | HC-BHS y N4998S                                              |
| Cessna 402     | 1      | 1979        | ??       | HC-BDE                                                       |
| Douglas DC-8   | 3      | 1983        | 1991     | HC-BKN, HC-BLU y HC-BQH (también operó con matrícula N8888B) |

## Destinos
| Países         | Destinos         | Aeropuertos                                     |
| -------------- | ---------------- | ----------------------------------------------- |
| Colombia       | Bogotá           | Aeropuerto Internacional El Dorado              |
| Ecuador        | Cuenca           | Aeropuerto Internacional Mariscal Lamar         |
| Ecuador        | Esmeraldas       | Aeropuerto Coronel Carlos Concha Torres         |
| Ecuador        | Guayaquil        | Aeropuerto Internacional José Joaquín de Olmedo |
| Ecuador        | Jipijapa         | Aeródromo de Jipijapa                           |
| Ecuador        | Machala          | Aeropuerto General Manuel Serrano - Machala     |
| Ecuador        | Manta            | Aeropuerto Internacional Eloy Alfaro            |
| Ecuador        | Pedernales       | Aeródromo de Pedernales                         |
| Ecuador        | Portoviejo       | Aeropuerto Reales Tamarindos                    |
| Ecuador        | Quito            | Aeropuerto Internacional Mariscal Sucre         |
| Ecuador        | San Vicente      | Aeropuerto Los Perales                          |
| Estados Unidos | Los Ángeles      | Aeropuerto Internacional de Los Ángeles         |
| Estados Unidos | Nueva York       | Aeropuerto Internacional John F. Kennedy        |
| Estados Unidos | Miami            | Aeropuerto Internacional de Miami               |
| Nicaragua      | Managua          | Aeropuerto Internacional Augusto C. Sandino     |
| Panamá         | Ciudad de Panamá | Aeropuerto Internacional de Tocumen             |
| Perú           | Lima             | Aeropuerto Internacional Jorge Chávez           |

## Accidentes e incidentes[2]
- El 19 de enero de 1982 un Canadair CL-44 (HC-BHS) que hacía la ruta Miami-Managua perdió presión hidráulica mientras se retraía el tren de aterrizaje después del despegue. La tripulación intentó bajar el tren nuevamente y regresó a Miami. El tren de morro estaba bajado y bloqueado, pero el tren principal no se bloqueó. El tren principal se retrajo parcialmente durante el lanzamiento. La nave quedó dañada sin posibilidad de arreglo y fue dada de baja, aunque no hubo heridos ni muertes.
- El 18 de septiembre de 1984 un Douglas DC-8 (HC-BKN) que cubría la ruta Quito-Guayaquil no pudo despegar de Quito por problemas técnicos, o por calcular mal la masa del avión o la relación de pesos, y se salió de la pista, acabando en una zona de casas. En el accidente murieron 49 ciudadanos y los cuatro miembros de la tripulación.
- El 22 de noviembre de 1994 un Boeing 727 (HC-BRF) que operaba la ruta Miami-Guayaquil fue embestido por un camión de carga mientras se preparaba para partir hacia Guayaquil. La aeronave sufrió daños sustanciales (pero reparables) y los tres tripulantes y dos pasajeros no resultaron heridos. El conductor del camión de carga resultó con heridas graves. El accidente se debió a un despiste por parte del camionero. La aeronave pudo ser reparada.